# Кувейт на літніх Олімпійських іграх 2012
Кувейт на літніх Олімпійських іграх 2012 був представлений 10 спортсменами в чотирьох видах спорту.

## Нагороди
| Медаль | Спортсмен         | Вид спорту        | Дисципліна     |
| ------ | ----------------- | ----------------- | -------------- |
| Бронза | Фехаїд Аль-Діхані | Стрілецький спорт | Чоловіки, Трап |